# Браян Вілсон (тенісист)
Браян Вілсон (англ. Brian Wilson; нар. 23 травня 1982) — колишній американський тенісист.
Найвищу одиночну позицію світового рейтингу — 232 місце досяг 10 вересня 2007, парну — 120 місце — 22 жовтня 2007 року.

## Фінали ATP Челленджер і ITF Ф'ючерс

### Одиночний розряд: 5 (4–1)
| Легенда              |
| -------------------- |
| ATP Челленджер (0–1) |
| ITF Ф'ючерс (4–0)    |

| Фінали за покриттям |
| ------------------- |
| Тверде (4–1)        |
| Ґрунт (0–0)         |
| Трава (0–0)         |
| Килим (0–0)         |

| Результат | В-П | Дата     | Турнір                    | Рівень     | Покриття | Суперник           | Рахунок             |
| --------- | --- | -------- | ------------------------- | ---------- | -------- | ------------------ | ------------------- |
| Перемога  | 1–0 | Сер 2004 | США F23, Кеноша           | Ф'ючерс    | Тверде   | Раян Ньюпорт       | 7–5, 7–6(7–2)       |
| Перемога  | 2–0 | Бер 2006 | Канада F1, Лаваль         | Ф'ючерс    | Тверде   | Робін Гаасе        | 4–6, 6–2, 6–4       |
| Перемога  | 3–0 | Вер 2006 | Італія F31, Сассарі       | Ф'ючерс    | Тверде   | Массімо Делл'Аква  | 6–2, 2–0 ret.       |
| Перемога  | 4–0 | Жов 2006 | США F25, Лагуна-Нігел     | Ф'ючерс    | Тверде   | Ізак ван дер Мерве | 6–7(5–7), 6–2, 6–4  |
| Поразка   | 4–1 | Лип 2007 | Lexington Challenger, США | Челленджер | Тверде   | Джон Ізнер         | 7–6(11–9), 3–6, 4–6 |

### Парний розряд: 28 (17–11)
| Легенда              |
| -------------------- |
| ATP Челленджер (5–4) |
| ITF Ф'ючерс (12–7)   |

| Фінали за покриттям |
| ------------------- |
| Тверде (16–10)      |
| Ґрунт (1–0)         |
| Трава (0–0)         |
| Килим (0–1)         |

| Результат | В-П   | Дата     | Турнір                               | Рівень     | Покриття | Партнер             | Суперники                              | Рахунок                 |
| --------- | ----- | -------- | ------------------------------------ | ---------- | -------- | ------------------- | -------------------------------------- | ----------------------- |
| Перемога  | 1–0   | Чер 2001 | США F14, Семіноли                    | Ф'ючерс    | Ґрунт    | Джефф Ласкі         | Джеймон Крабб Джеймс Секулов           | 6–3, 6–2                |
| Перемога  | 2–0   | Чер 2002 | США F13, Фресно                      | Ф'ючерс    | Тверде   | Нік Рейні           | Люк Буржуа Ейлун Джонс                 | 6–3, 1–6, 6–4           |
| Перемога  | 3–0   | Чер 2002 | США F15, Берклі                      | Ф'ючерс    | Тверде   | Нік Рейні           | Люк Буржуа Ейлун Джонс                 | 6–3, 3–6, 6–3           |
| Перемога  | 4–0   | Чер 2002 | США F16, Оберн                       | Ф'ючерс    | Тверде   | Нік Рейні           | Віллем-Петрус Меєр Дірк Стеґманн       | 6–2, 6–4                |
| Поразка   | 4–1   | Чер 2003 | США F14, Саннівейл                   | Ф'ючерс    | Тверде   | Нік Рейні           | Лестер Кук Раян Ньюпорт                | 6–2, 3–6, 1–6           |
| Перемога  | 5–1   | Чер 2003 | США F15, Чико                        | Ф'ючерс    | Тверде   | Ражів Рам           | Леслі Джозеф Дірк Стеґманн             | 6–3, 6–4                |
| Перемога  | 6–1   | Вер 2004 | США F24, Клермонт                    | Ф'ючерс    | Тверде   | Нік Рейні           | Гантлі Монтґомері Боббі Рейнольдс      | 6–4, 6–4                |
| Поразка   | 6–2   | Жов 2004 | США F27, Лагуна-Нігел                | Ф'ючерс    | Тверде   | Джастін Бовер       | Джеремі Вуртцман Мірко Пегар           | 6–3, 4–6, 6–7(2–7)      |
| Перемога  | 7–2   | Жов 2004 | Бербанк, США                         | Челленджер | Тверде   | Нік Рейні           | Пракаш Амрітрадж Ерік Тайно            | 6–2, 6–3                |
| Перемога  | 8–2   | Січ 2005 | Велика Британія F2, Девон (графство) | Ф'ючерс    | Тверде   | Скотт Ліпскі        | Паул Лоґтенс Мартейн ван Гастерен      | 6–1, 6–4                |
| Перемога  | 9–2   | Тра 2005 | Мексика F5, Четумаль                 | Ф'ючерс    | Тверде   | Нік Рейні           | Хуан-Мануель Елісондо Данієль Лангре   | 4–6, 6–3, 6–2           |
| Перемога  | 10–2  | Чер 2005 | США F12, Вудленд                     | Ф'ючерс    | Тверде   | Нік Рейні           | Райлер Дегарт Сковілл Дженкінс         | 7–5, 6–4                |
| Перемога  | 11–2  | Чер 2005 | США F13, Оберн                       | Ф'ючерс    | Тверде   | Нік Рейні           | Рафаел Дюрек Роберт Смітс              | 6–3, 6–2                |
| Перемога  | 12–2  | Лис 2005 | Нашвілл, США                         | Челленджер | Тверде   | Ілія Бозоляц        | Сантьяго Гонсалес Дієго Гартфілд       | 7–6(8–6), 6–4           |
| Поразка   | 12–3  | Січ 2006 | США F2, Кіссіммі                     | Ф'ючерс    | Тверде   | Джеремі Вуртцман    | Алекс Кузнєцов Скотт Удсема            | 3–6, 2–6                |
| Перемога  | 13–3  | Січ 2006 | США F3, Бока-Ратон                   | Ф'ючерс    | Тверде   | Джеремі Вуртцман    | Джессі Лівайн Майкл Шабаз              | 6–2, 7–6(7–4)           |
| Поразка   | 13–4  | Бер 2006 | Канада F1, Лаваль                    | Ф'ючерс    | Тверде   | Філіп Столт         | Ізак ван дер Мерве Джеремі Вуртцман    | 6–7(1–7), 6–3, 0–6      |
| Поразка   | 13–5  | Чер 2006 | Ірландія F1, Лімерик (місто)         | Ф'ючерс    | Килим    | Трой Ган            | Фредерік Нільсен Расмус Нербю          | 2–6, 2–6                |
| Перемога  | 14–5  | Вер 2006 | Італія F31, Сассарі                  | Ф'ючерс    | Тверде   | Джеймс Серретані    | Віктор Брутанс Марко Педріні           | 6–2, 6–3                |
| Поразка   | 14–6  | Жов 2006 | Сакраменто, США                      | Челленджер | Тверде   | Амер Деліч          | Пол Голдстейн Джефф Моррісон           | 1–6, 3–6                |
| Поразка   | 14–7  | Лис 2006 | Шампейн-Урбана, США                  | Челленджер | Тверде   | Андре Са            | Рік де Вуст Ражів Рам                  | 3–6, 6–4, [7–10]        |
| Перемога  | 15–7  | Гру 2006 | Мауї, США                            | Челленджер | Тверде   | Ражів Рам           | Родрігу-Антоніу Гріллі Кріс Лам        | 6–3, 6–2                |
| Поразка   | 15–8  | Бер 2007 | Франція F4, Лілль                    | Ф'ючерс    | Тверде   | Флорін Мерджа       | Грегорі Карраз Олександр Сидоренко     | 7–6(7–4), 4–6, 3–6      |
| Поразка   | 15–9  | Кві 2007 | Мехіко, Мексика                      | Челленджер | Тверде   | Брендан Еванс       | Мігель Гальярдо-Вальєс Карлос Паленсія | 3–6, 3–6                |
| Поразка   | 15–10 | Кві 2007 | США F8, Літл-Рок                     | Ф'ючерс    | Тверде   | Брендан Еванс       | Грегорі Карраз Доналд Янг              | 6–7(5–7), 4–6           |
| Поразка   | 15–11 | Вер 2007 | Талса, США                           | Челленджер | Тверде   | Олександр Богомолов | Боббі Рейнольдс Ражів Рам              | 4–6, 2–6                |
| Перемога  | 16–11 | Жов 2007 | Сакраменто, США                      | Челленджер | Тверде   | Роберт Кендрік      | Джон-Пол Фруттеро Сем Варбург          | 7–5, 7–6(10–8)          |
| Перемога  | 17–11 | Жов 2007 | Калабасас, США                       | Челленджер | Тверде   | Джон Ізнер          | Роберт Кендрік Сесіл Маміїт            | 7–6(12–10), 4–6, [10–8] |